# 桑山元武
桑山 元武（くわやま もとたけ）は、江戸時代初期から中期にかけての旗本。

## 経歴
桑山直晴の次男として生まれ、同族の桑山元稠の婿養子となる。元禄11年（1698年）、5代将軍・徳川綱吉に拝謁する。宝永6年（1709年）書院番に列し、同年12月に小納戸に任命され、正徳4年（1714年）布衣の着用を許される。享保元年（1716年）7代将軍・徳川家継が死去し、旗本寄合席に列する。享保5年（1721年）家督を継ぎ、享保9年（1725年）小姓組組頭となり、翌年西城書院番の組頭になる。享保14年（1730年）禁裏付に転任、翌年従五位下丹波守に叙任する。寛保元年（1741年）持弓頭に転任、延享元年（1744年）西城の留守居に転任、宝暦2年旗奉行に転任し、翌年職を辞する。
はじめ桑山元稠の次男の元陳を養子にしていたが早世、続いて自身の弟の元如を養子に迎えるがこれも早世し、孫の元輝（石尾氏記の三男）を養子に迎えたが早世。結果、元如の遺児である桑山貞因が家督を継いだ。

## 系譜

### 父母
- 桑山直晴 （実父）
- 藤堂良直の娘 （実母）
- 桑山元稠 （養父）
- 松平乗次の娘 （養母）

### 正室
- 桑山元稠の娘

### 子女
- 石尾氏記（長男） - 石尾氏秀の養子
- 仁賀保政春（次男） - 仁賀保誠依の養子

### 養子
- 仁賀保政春室 - 桑山元稠の娘
- 桑山元陳 - 桑山元稠の長男
- 鳥居忠余室 - 桑山孝晴の娘
- 桑山元如 - 桑山直晴の三男
- 桑山元輝 - 石尾氏記の三男
- 桑山貞因 - 桑山元如の子